# ピエトロ・ベンヴェヌーティ
ピエトロ・ベンヴェヌーティ（Pietro Benvenuti、1769年1月8日 - 1844年2月3日）はイタリアの新古典主義の画家である。フィレンツェの美術学校(Accademia di Belle Arti di Firenze)の校長などを務めた。

## 略歴
トスカーナのアレッツォで生まれた。1781年からフィレンツェの美術学校で学んだ後、1792年から1803年の間ローマで修行した。ローマではヴィンチェンツォ・カムッチーニとルイージ・サバテッリと工房を開いた。フランスの新古典主義の画家、ジャック＝ルイ・ダヴィッドから影響を受けた。
アレッツォに帰郷した後、ナポレオン1世の妹で、トスカーナ大公国の君主になったエリザ・ボナパルトに宮廷画家として招かれて1897年にフィレンツェに移り、フィレンツェの美術学校の校長に任じられた。1811年から1812年にかけて同僚の画家や学生とフィレンツェのピッティ宮殿の装飾画を描いた。
ナポレオンの失脚によるエリザ・ボナパルトのローマ亡命もベンヴェヌーティの地位を失わせることもなく、新しいトスカーナ大公、レオポルド2世からもサン・ロレンツォ聖堂の装飾画を依頼された。
亡くなる少し前まで美術学校の校長の仕事を続け、多くの画家を育てた。ベンヴェヌーティの教えた学生にはジュゼッペ・ガンドルフォ、ステファノ・ウッシ、チェーザレ・ムッシーニ、アントニオ・チゼリ、フランチェスコ・メンシらがいる。

## 作品

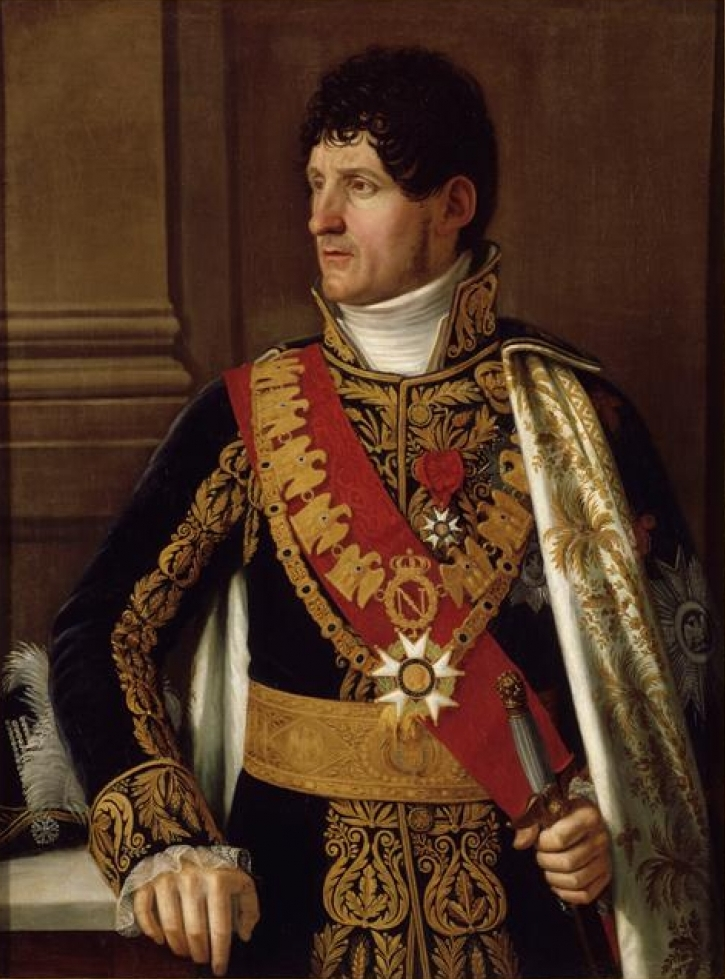
フェリーチェ・バチョッキ
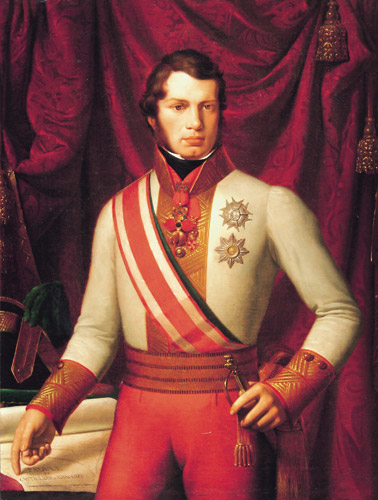
レオポルド2世 (トスカーナ大公)
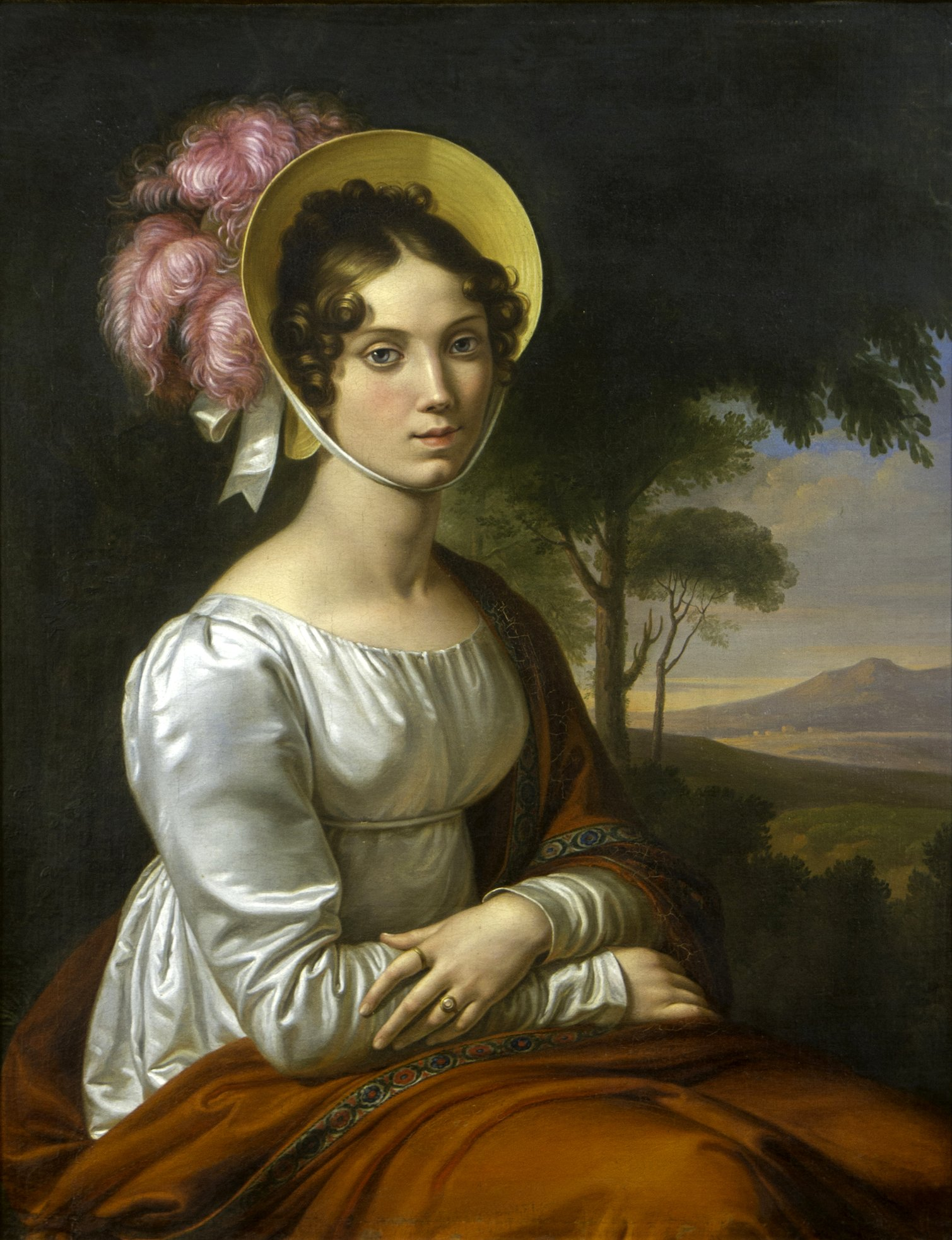
ジナイーダ・ボルコーンスカヤ
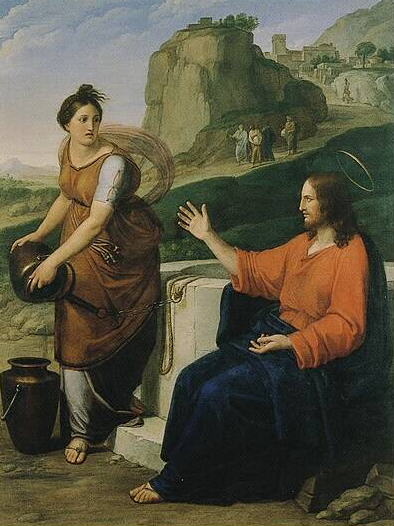
Samaritana

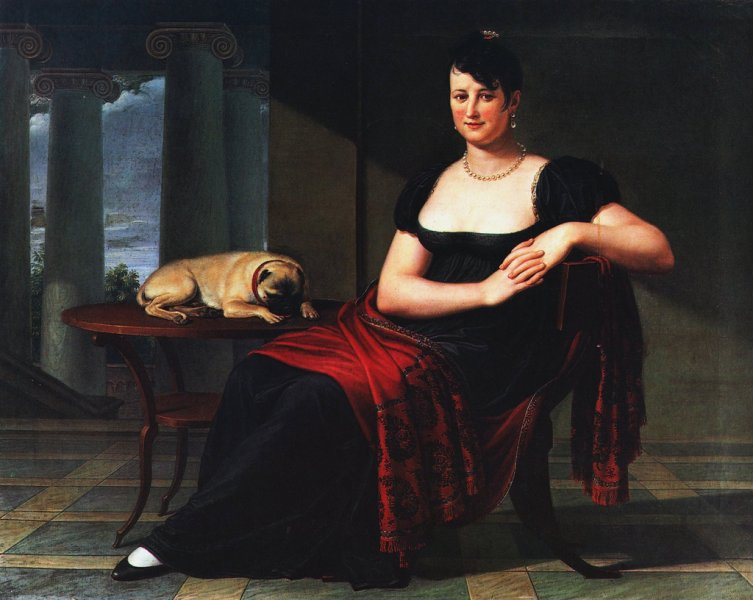
Elena Mastiani Brunacci
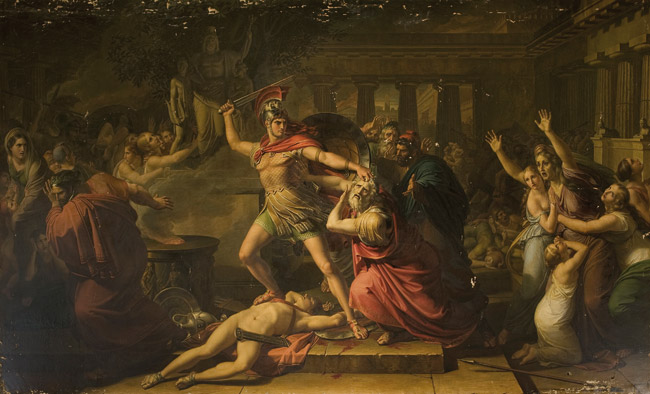
プリアモスの死
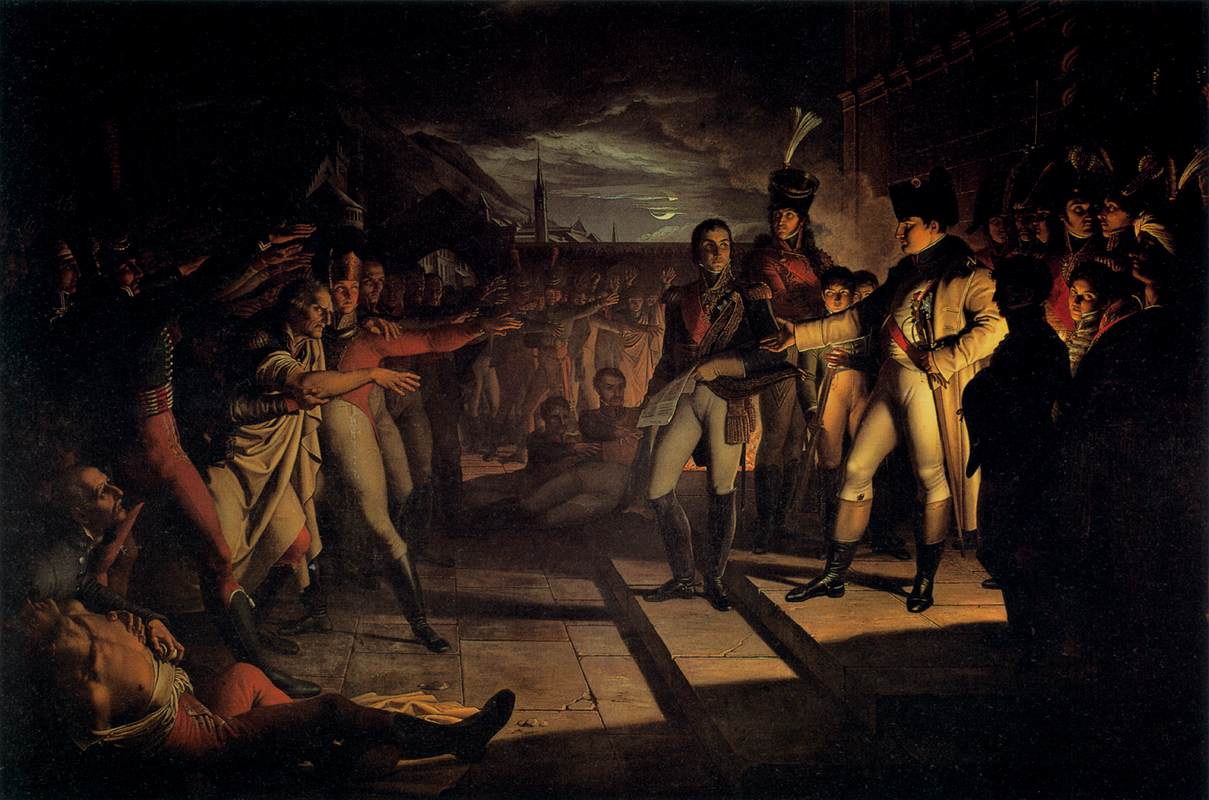
The Oath of the Saxons